# Big in Japan (canción de Martin Solveig)
«Big in Japan» es una canción de música electrónica realizada por el DJ y productor francés Martin Solveig, incluida en su quinto álbum de estudio Smash. Fue lanzado como cuarto sencillo del álbum el 25 de octubre de 2011. Cuenta con la colaboración de la agrupación canadiense Dragonette y en los coros, participa la banda japonesa de pop adolescente Idoling!!!.

## Video musical
El clip fue dirigido por Tristan Seguela y el mismo Martin Solveig. Sigue con la temática que cuenta en los vídeos de los dos últimos sencillos: Solveig es un tenista “importante” que en esta ocasión aspira con ser “grande en Japón”, y muestra las cotidianeidades propias del país del sol naciente. Participa en el clip, la actriz que actuó en el film “Inglourious Basterds”, Mélanie Laurent, interpretando a una geysha.
El video fue grabado una semana antes del terremoto y tsunami que azotó a Japón en 2011

## Lista de canciones
| Descarga digital |                                                    |          |  |
| N.º              | Título                                             | Duración |  |
| 1.               | «Big in Japan (feat. Idoling!!!)» (Single Version) | 3:06     |  |
| 2.               | «Big in Japan (feat. Idoling!!!)» (Radio Edit)     | 2:46     |  |

| Descarga digital (Remixes) |                                       |          |  |
| N.º                        | Título                                | Duración |  |
| 1.                         | «Big in Japan» (Club Edit)            | 4:50     |  |
| 2.                         | «Big in Japan» (Ziggy Stardust Remix) | 5:26     |  |
| 3.                         | «Big in Japan» (Les Bros Remix)       | 5:30     |  |
| 4.                         | «Big in Japan» (Denzal Park Remix)    | 6:44     |  |
| 5.                         | «Big in Japan» (Thom Syma Remix)      | 5:51     |  |

## Posicionamiento en listas
| Chart (2011)                                | Mejor posición |
| ------------------------------------------- | -------------- |
| Bélgica (Flandes) (Ultratip Bubbling Under) | 37             |
| Bélgica (Valonia) (Ultratip Bubbling Under) | 22             |
| Canadá (Hot 100)                            | 36             |
| Reino Unido (UK Singles Chart)              | 118            |
| Reino Unido (UK Dance Chart)                | 21             |
| Rumania (Romanian Top 100)                  | 61             |

## Historial de lanzamientos
| País        | Fecha                 | Formato          | Discográfica         |
| ----------- | --------------------- | ---------------- | -------------------- |
| Bélgica     | 24 de octubre de 2011 | Descarga digital | Temps D'Avance       |
| Francia     | 24 de octubre de 2011 | Descarga digital | Temps D'Avance       |
| Reino Unido | 12 de febrero de 2012 | Descarga digital | All Around the World |
| Irlanda     | 12 de febrero de 2012 | Descarga digital | All Around the World |